# Laevilitorina hamiltoni
Laevilitorina hamiltoni is een slakkensoort uit de familie van de Littorinidae. De wetenschappelijke naam van de soort is voor het eerst geldig gepubliceerd in 1898 door E. A. Smith.